# Архиепархия Мадрида
Архиепархия Мадрида (лат. Archidioecesis Matritensis) — архиепархия Римско-Католической церкви c центром в городе Мадрид, Испания. Юрисдикция архиепархии Мадрида распространяется на всю территорию автономного сообщества Мадрида. В митрополию Мадрида входят епархии Алькала-де-Энареса, Хетафе. Кафедральным собором архиепархии Мадрида является церковь Пресвятой Девы Марии.

## История
7 марта 1885 года Святой Престол учредил епархию Мадрида-Алькалы-де-Энареса, выделив её из архиепархии Толедо. В этом же году была основана епархиальная семинария святого Бонавентуры.
25 марта 1964 года Римский папа Павел VI издал буллу Romanorum Pontificum, которой возвёл епархию Мадрида-Алькалы-де-Энареса в ранг архиепархии.
23 июля 1991 года Римский папа Иоанн Павел II издал буллу Cum Venerabilis Frater, которой передал часть архиепархия Мадрида для возведения новых епархий Алькала-де-Энареса и Хетафе.
25 июня 1993 года Римский папа Иоанн Павел II освятил новый собор архиепархии Мадрида, краеугольный камень которого был заложен испанским королём Альфонсо XII 4 апреля 1883 -го года.
С 16 по 21 августа 2011 года в Мадриде состоялся католический XXVI Всемирный день молодёжи.

## Ординарии архиепархии
- епископ Нарсисо Мартинес Искьердо (27.03.1884 — 18.04.1886);
- епископ блаженный Кириак Мария Санча-и-Эрвас (10.04.1886 — 6.10.1892) — назначен архиепископом Валенсии;
- епископ Хосе Мария Хусто Кос-и-Мачо (11.06.1892 — 18.04.1901) — назначен архиепископом Вальядолида;
- епископ Викториано Гисасола-и-Менендес (16.12.1901 — 14.12.1905) — назначен архиепископом Валенсии;
- епископ José Maria Salvador y Barrera (14.12.1905 — 14.12.1916) — назначен архиепископом Валенсии;
- епископ Prudencio Melo y Alcalde (4.12.1916 — 14.12.1922) — назначен архиепископом Валенсии;
- епископ Leopoldo Eijo y Garay (14.12.1922 — 31.07.1963);
- архиепископ Casimiro Morcillo González (27.03.1964 — 30.05.1971);
- кардинал Висенте Энрике-и-Таранкон (3.12.1971 — 12.04.1983);
- кардинал Анхель Сукиа Гойкоэчеа (12.04.1983 — 28.04.1994);
- кардинал Антонио Мария Роуко Варела (28.07.1994 — 28.08.2014);
- кардинал Карлос Осоро Сьерра (28.08.2014 — 12.06.2023);
- кардинал Хосе Кобо Кано (12.06.2023 — по настоящее время).

## Источник
- Annuario Pontificio, Libreria Editrice Vaticana, Città del Vaticano, 2003, ISBN 88-209-7422-3
- Булла Romanorum Pontificum Архивная копия от 28 декабря 2011 на Wayback Machine  (лат.)
- Булла Cum Venerabilis Frater Архивная копия от 8 февраля 2012 на Wayback Machine  (лат.)